# Kincardine-in-Mentieth Parish Church

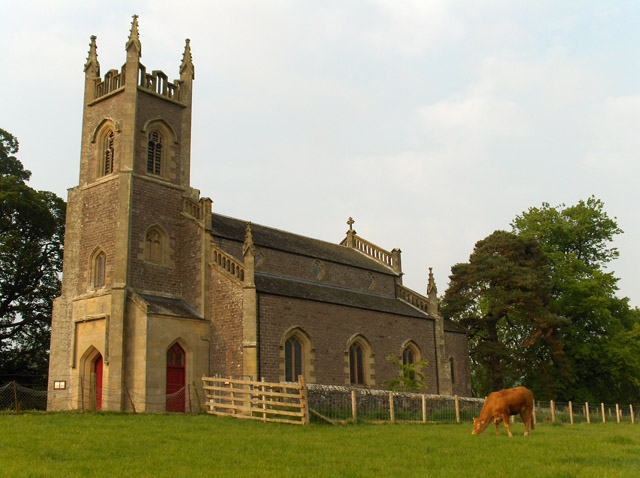
Kincardine-in-Mentieth Parish Church

Die Kincardine-in-Mentieth Parish Church ist ein ehemaliges Kirchengebäude der presbyterianischen Church of Scotland nahe der schottischen Ortschaft Blairdrummond in der Council Area Stirling. 1971 wurde das Bauwerk in die schottischen Denkmallisten in der höchsten Denkmalkategorie A aufgenommen. Im Januar 2025 wurde die Kirche geschlossen und das Gebäude zum Verkauf angeboten.

## Geschichte
Gegenüber dem heutigen Standort befand sich bereits seit dem Mittelalter ein Kirchengebäude, das ursprünglich der Cambuskenneth Abbey unterstand. Das heutige Gebäude entstand zwischen 1814 und 1816 nach einem Entwurf des schottischen Architekten Richard Crichton. Verschiedene Skulpturen des Vorgängerbauwerks wurden nach Fertigstellung in der Kincardine-in-Menteith Church installiert. In den 1880er Jahren bot das Gebäude 770 Sitzplätze. 1907 wurde es durch Harold Ogle Tarbolton überarbeitet.

## Beschreibung
Die Kincardine-in-Menteith Parish Church steht isoliert rund einen Kilometer westlich von Blairdrummond in einer ländlichen Region Stirlings direkt an der A84. Es handelt sich um eine dreischiffige Saalkirche, die im neogotischen Perpendicular Style ausgestaltet ist. Ihre Flanken sind drei Achsen weit. An der Ostseite setzt sich der kleinere Chor fort, während an der Westseite der Glockenturm vorgelagert ist.